# Tetsurō Araki
Tetsurō Araki (荒木 哲郎 Araki Tetsurō?, nacido el 5 de noviembre de 1976 en Sayama, Prefectura de Saitama, Japón) es un director de anime que trabaja para el estudio Madhouse. Su debut como director inició en el 2005 con su participación en la animación original, Otogi-Jūshi Akazukin. Es mayormente conocido por ser el director de la adaptación al anime de Death Note. Araki, junto con Masaru Kitao —el diseñador de personajes de Death Note— apareció en el Anime Expo de 2007.

## Trabajos

### Series de televisión
Destaca papeles con funciones de dirección de series.
     Destaca papeles con funciones de asistente de dirección o supervisión.
| Año  | Título                                 | Director(es) | Estudio                   | Funciones | Refs.         |
| ---- | -------------------------------------- | --- | ------------------------- | --- | ------------- |
| 2001 | Galaxy Angel                           | Morio Asaka Yoshimitsu Ohashi                                                                                   | Madhouse                  | Guionista gráfico (#15-16, 22, 24) Director de unidad (#3, 15-16, 26) Director de unidad asistente (#18) Configuración de producción                      | [ 4 ]         |
| 2002 | Panyo Panyo Di Gi Charat               | Shigehito Takayanagi                                                                                            | Madhouse                  | Director de episodios (#29-32, 45-46, 48) Guionista gráfico (#31, 45-46)                                                                                  | [ 5 ]         |
| 2002 | Galaxy Angel Z                         | Morio Asaka Yoshimitsu Ohashi                                                                                   | Madhouse                  | Guionista gráfico (#5, 8-9, 15) Director de unidad (#5, 8-9, 15, 18)                                                                                      | [ 6 ]         |
| 2002 | Galaxy Angel 3                         | Shigehito Takayanagi                                                                                            | Madhouse                  | Guionista gráfico (#3, 9B, 13A, 17B, 21B, 27B) Director de unidad (#1, 3, 9, 13A, 17B, 21B, 24A, 25B, 27)                                                 | [ 7 ]         |
| 2003 | Di Gi Charat Nyo                       | Hiroaki Sakurai                                                                                                 | Madhouse                  | Director de episodio (#54) Guionista gráfico (#54, 63) | [ 8 ]         |
| 2003 | Gungrave                               | Toshiyuki Tsuru                                                                                                 | Madhouse                  | Director de episodios (#1, 8, 13, 18, 25) Guionista gráfico (#13, 25) Director de episodio asisntente (#26)                                               | [ 9 ]         |
| 2004 | Galaxy Angel 4                         | Shigehito Takayanagi                                                                                            | Madhouse Feel             | Guionista gráfico (#5-6, 13, 18, 25) Director de unidad (#5-6, 25)                                                                                        | [ 10 ]        |
| 2005 | Futakoi Alternative                    | Takayuki Hirao Matsuri Ōse                                                                                      | Ufotable Feel Studio Flag | Guionista gráfico (#8) Animación clave (#11, 13) | [ 11 ]        |
| 2006 | Black Lagoon                           | Sunao Katabuchi                                                                                                 | Madhouse                  | Director de episodios (#3, 8-10) Guionista gráfico (#8-10, 12)                                                                                            | [ 12 ]        |
| 2006 | Le Chevalier D'Eon                     | Kazuhiro Furuhashi                                                                                              | Production I.G            | Guionista gráfico (#4) | [ 13 ]        |
| 2006 | Death Note                             | Tetsurō Araki                                                                                                   | Madhouse                  | Director Director de episodios (#1, 37) Guionista gráfico (#1, 21, 25, 37; OP 1-2) Letra de canción instertada (#25) Animación de apertura Supervisión    | [ 14 ]        |
| 2007 | Gakuen Utopia Manabi Straight!         | Team Manabibeya                                                                                                 | Ufotable                  | Animación clave (#2) | [ 15 ]        |
| 2007 | Gyakkyō Burai Kaiji: Ultimate Survivor | Yūzō Satō | Madhouse                  | Guionista gráfico (#14) | [ 16 ]        |
| 2008 | Kurozuka                               | Tetsurō Araki                                                                                                   | Madhouse                  | Director Composición de la serie Director de episodio (#12) Guionista gráfico (#1, 12; OP)                                                                | [ 17 ]        |
| 2008 | Michiko to Hatchin                     | Sayo Yamamoto                                                                                                   | Manglobe                  | Guionista gráfico (#7, 21) Director de unidad (#21) | [ 18 ]        |
| 2009 | To Aru Kagaku no Railgun               | Tatsuyuki Nagai                                                                                                 | J.C.Staff                 | Animación clave (#13) | [ 19 ]        |
| 2009 | Aoi Bungaku                            | Atsuko Ishizuka (#11-12) Morio Asaka (#1-4) Ryōsuke Nakamura (#9-10) Shigeyuki Miya (#7-8) Tetsurō Araki (#5-6) | Madhouse                  | Director Director de episodio (#6) Guionista gráfico (#5-6) Animación clave (#6)                                                                          | [ 20 ]        |
| 2010 | Highschool of the Dead                 | Tetsurō Araki                                                                                                   | Madhouse                  | Director Director de episodios (#1, 12) Guionista gráfico (#1, 4, 12; OP) Director de unidad (#OP) Animación clave (#12)                                  | [ 21 ]        |
| 2011 | Blade                                  | Mitsuyuki Masuhara                                                                                              | Madhouse                  | Guionista gráfico (#5) | [ 22 ]        |
| 2011 | Guilty Crown                           | Tetsurō Araki                                                                                                   | Production I.G            | Director Director de episodios (#1, 22) Guionista gráfico (#1, 9, 17, 22; OP 1-2) Director de unidad (#OP1) Animación de apertura (#22) Supervisión (#22) | [ 23 ]        |
| 2012 | Sword Art Online                       | Tomohiko Itō | A-1 Pictures              | Guionista gráfico (#23) | [ 24 ]        |
| 2013 | Shingeki no Kyojin                     | Tetsurō Araki                                                                                                   | Wit Studio                | Director Director de episodios (#1, 25) Guionista gráfico (#1, 25; OP 1)                                                                                  | [ 25 ] [ 26 ] |
| 2014 | Gundam: G no Reconguista               | Yoshiyuki Tomino                                                                                                | Sunrise                   | Guionista gráfico (#10) Director de unidad (#10) | [ 27 ]        |
| 2016 | Kōtetsujō no Kabaneri                  | Tetsurō Araki                                                                                                   | Wit Studio                | Director Director de episodio (#1) Guionista gráfico (#1-2; OP 2) Animación clave (#OP 1)                                                                 | [ 26 ] [ 28 ] |
| 2017 | Shingeki no Kyojin Season 2            | Tetsurō Araki Masashi Koizuka                                                                                   | Wit Studio                | Director jefe Guionista gráfico (#OP) Director de unidad (#37; ED) Animación clave (#OP)                                                                  | [ 29 ]        |
| 2018 | Shingeki no Kyojin: Season 3           | Tetsurō Araki Masashi Koizuka                                                                                   | Wit Studio                | Director jefe | [ 30 ]        |
| 2019 | Shingeki no Kyojin: Season 3 Part 2    | Tetsurō Araki Masashi Koizuka                                                                                   | Wit Studio                | Director jefe Director de episodios (#54, 59) Guionista gráfico (#OP)                                                                                     | [ 31 ]        |
| 2020 | Fugō Keiji Balance: Unlimited          | Tomohiko Itō | CloverWorks               | Guionista gráfico (#10) | [ 32 ]        |
| 2022 | Spy x Family Part 2                    | Kazuhiro Furuhashi                                                                                              | Wit Studio CloverWorks    | Guionista gráfico (#OP) Director de unidad (#OP) | [ 33 ]        |
| 2023 | Vinland Saga Season 2                  | Shūhei Yabuta                                                                                                   | MAPPA                     | Guionista gráfico (#OP 2) Director de unidad (#OP 2) | [ 34 ]        |
| 2024 | Boku no Kokoro no Yabai Yatsu Season 2 | Hiroaki Akagi                                                                                                   | Shin-Ei Animation         | Guionista gráfico (#OP) Director de unidad (#OP) | [ 35 ]        |
| 2024 | Ao no Hako                             | Yūichirō Yano                                                                                                   | Telecom Animation Film    | Guionista gráfico (#OP 1) Director de unidad (#OP 1) | [ 36 ]        |
| 2025 | Mobile Suit Gundam GQuuuuuuX           | Kazuya Tsurumaki                                                                                                | Sunrise Studio Khara      | Director de episodio (#4) Guionista gráfico (#4) | [ 37 ]        |

### Películas
Destaca papeles con funciones de dirección de series.
| Año  | Título                                      | Director(es)     | Estudio    | Funciones                                     | Refs.  |
| ---- | ------------------------------------------- | ---------------- | ---------- | --------------------------------------------- | ------ |
| 2008 | Kara no Kyōkai: Paradox Spiral              | Takayuki Hirao   | Ufotable   | Animación clave (#5)                          | [ 38 ] |
| 2012 | Nerawareta Gakuen                           | Ryōsuke Nakamura | Sunrise    | Director de unidad                            | [ 39 ] |
| 2014 | Shingeki no Kyojin: Guren no Yumiya         | Tetsurō Araki    | Wit Studio | Director                                      | [ 40 ] |
| 2015 | Shingeki no Kyojin: Jiyū no Tsubasa         | Tetsurō Araki    | Wit Studio | Director                                      | [ 41 ] |
| 2016 | Kōtetsujō no Kabaneri Movie 1: Tsudō Hikari | Tetsurō Araki    | Wit Studio | Director                                      | [ 42 ] |
| 2017 | Kōtetsujō no Kabaneri Movie 2: Moeru Inochi | Tetsurō Araki    | Wit Studio | Director                                      |        |
| 2019 | Kōtetsujō no Kabaneri Movie 3: Unato Kessen | Tetsurō Araki    | Wit Studio | Director Guionista                            | [ 43 ] |
| 2022 | Bubble                                      | Tetsurō Araki    | Wit Studio | Director Guionista gráfico Director de unidad | [ 44 ] |

### ONAs
| Año  | Título   | Director(es)    | Estudio    | Funciones               | Refs.  |
| ---- | -------- | --------------- | ---------- | ----------------------- | ------ |
| 2025 | Moonrise | Masashi Koizuka | Wit Studio | Guionista gráfico (#18) | [ 45 ] |

### OVAs
Destaca papeles con funciones de dirección de series.
| Año  | Título                                       | Director(es)         | Estudio    | Funciones                                        | Refs.  |
| ---- | -------------------------------------------- | -------------------- | ---------- | ------------------------------------------------ | ------ |
| 2004 | Galaxy Angel S                               | Shigehito Takayanagi | Madhouse   | Guionista gráfico (#2) Director de unidad (#1-2) | [ 46 ] |
| 2005 | Otogi Jūshi Akazukin OVA                     | Tetsurō Araki        | Madhouse   | Director Director de episodios Guionista gráfico | [ 47 ] |
| 2011 | Highschool of the Dead: Drifters of the Dead | Tetsurō Araki        | Madhouse   | Director Director de episodio                    | [ 48 ] |
| 2013 | Shingeki no Kyojin OVA                       | Tetsurō Araki        | Wit Studio | Director Guionista gráfico (#2)                  | [ 49 ] |
| 2014 | Shingeki no Kyojin: Kui Naki Sentaku         | Tetsurō Araki        | Wit Studio | Director                                         | [ 50 ] |

### Especiales
Destaca papeles con funciones de dirección de series.
| Año  | Título              | Director(es)  | Estudio  | Funciones                            | Refs.  |
| ---- | ------------------- | ------------- | -------- | ------------------------------------ | ------ |
| 2007 | Death Note: Rewrite | Tetsurō Araki | Madhouse | Director Guionista Guionista gráfico | [ 51 ] |